# Кадома (Зимбабве)
Кадома (до 1982. Гатум) је град у покрајини Машоналенд Запад, Зимбабве, око 140 км путем, југозападно од Харареа и 300 км северо источно од Булаваја. Кадома се налази на надморској висини од 1.183 м.
Град Кадома је центар рударског подручја. Најзначајнији рудник у региону је Cam and Motor Mine, који се налази на око 10 километара од Кадоме.ZB Bank Limited, комерцијална банка, има филијалу у граду. Друга комерцијална банка, Royal Bank Zimbabwe, такође има филијалу овде.

## Становништво
На попису из 1969. године становништво града је износило 20.940, од којих су 1.879 били белци и 18.740 Африканци. Године 1975. популација је процењена на 33.000, од којих је око 2.700 белаца. Године 2004. број становника града је процењен на 79.174. Број становника Кадоме је процењен на 77.749 2012. године.
| Надмоска висина    | 1160 m   |
| Падавине           | 725mm    |
| Средње температуре |          |
| Најтоплији месец   | 24 °C.   |
| Најхладнији месец  | 16 °C.   |
| Број становника    | 60.000   |
| Провинција         | Мидлендс |